# John Stutz

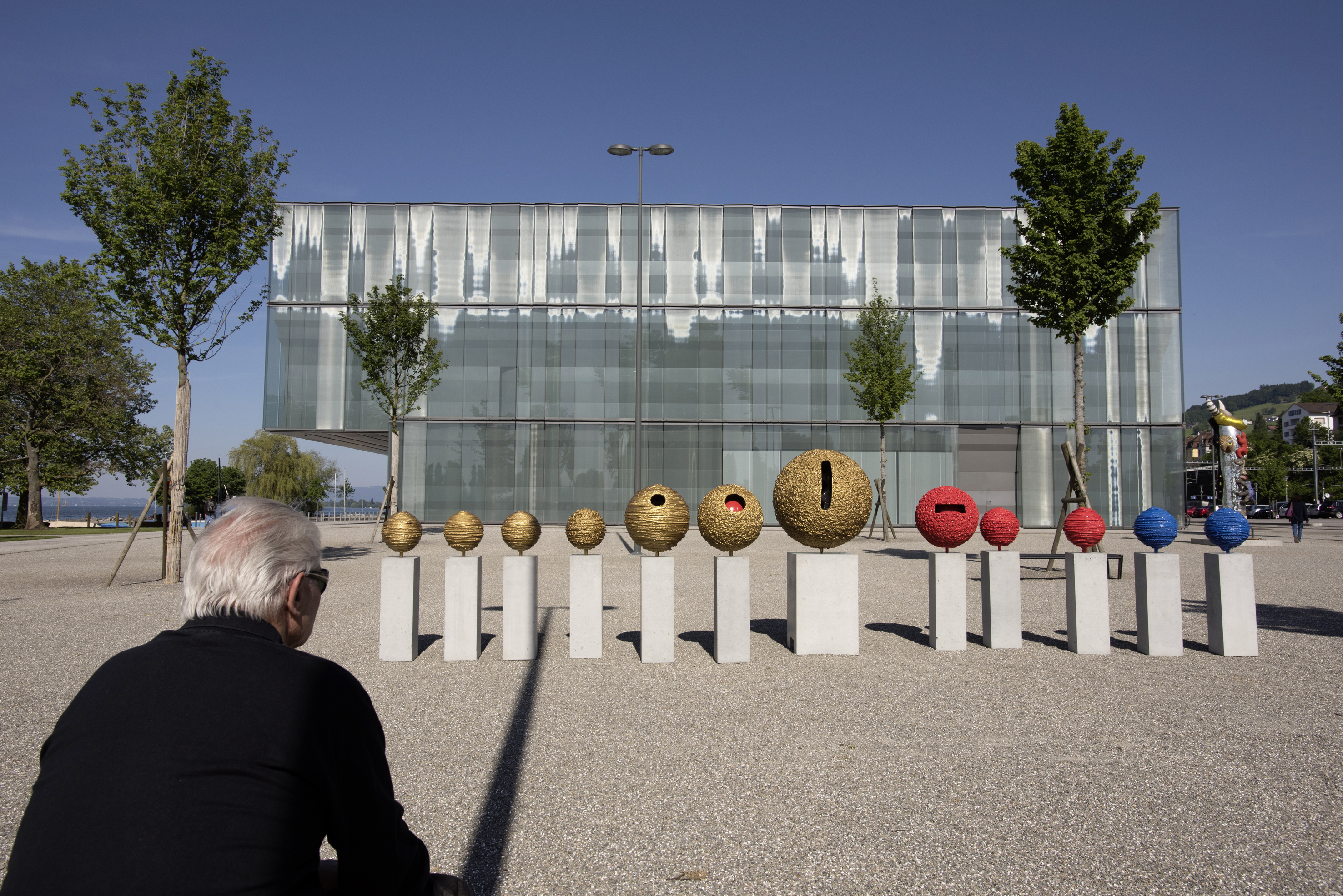
John Stutz: Installation «Crying Planets», Juni 2015

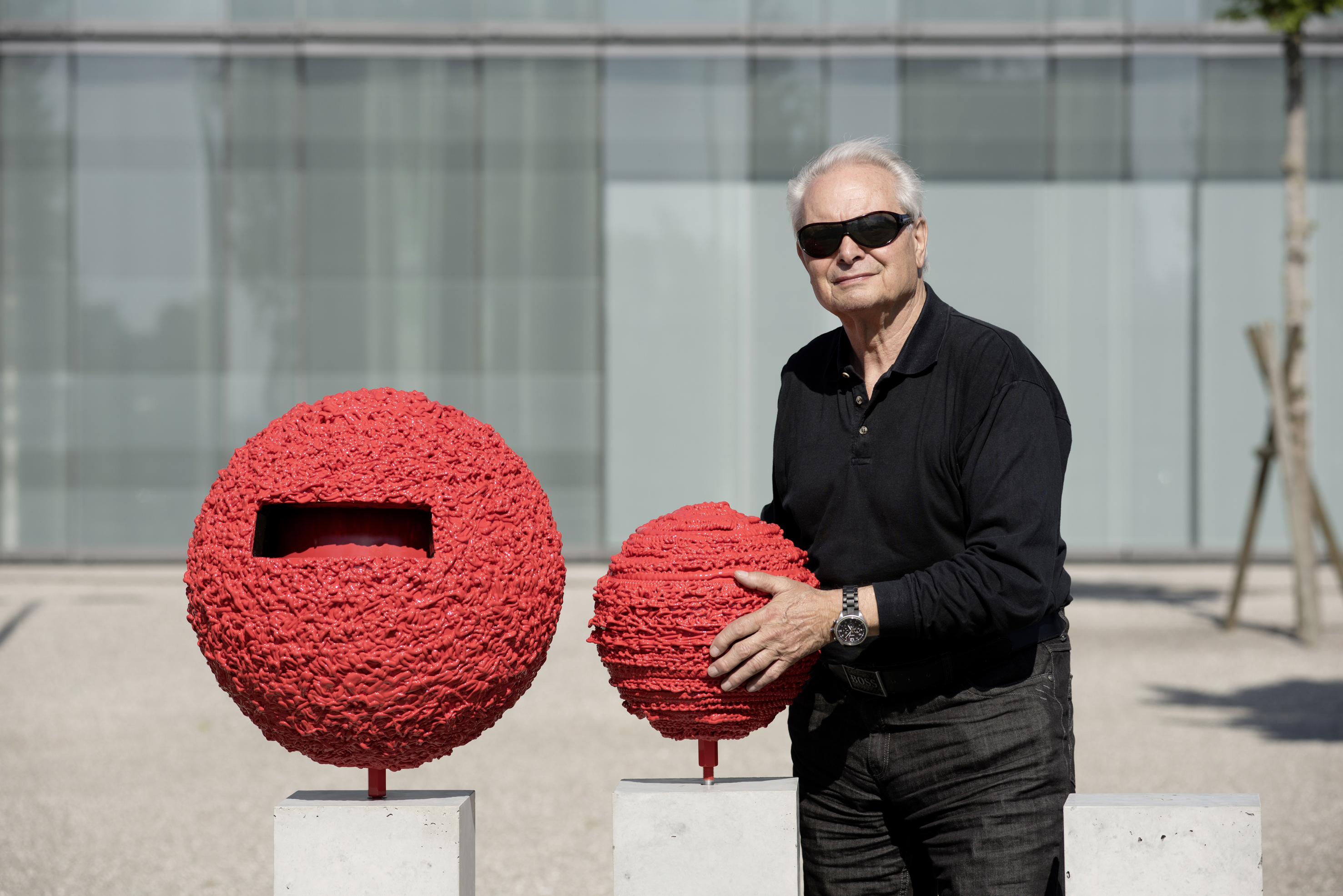
John Stutz (Juni 2015)

John Stutz, eigentlich Jean Stutz, (* 14. Januar 1933 in Rorschach) ist ein Schweizer Künstler. Zu seinen Werken gehören Arbeiten aus Polyurethan, Stahlplastiken sowie Installationen. Als Live Performer hat er sich 2011 mit seiner Solidarisierungsaktion für die Schweizer Grossbanken einen Namen gemacht. Stutz lebt und arbeitet in Rorschach und in Pawling, New York.

## Werdegang
Vor seiner Tätigkeit als Künstler war John Stutz Unternehmer. Von 1970 bis 1998 leitete der gelernte Maschinenschlosser und Chemiekaufmann den familieneigenen Produktions- und Handelsbetrieb für Flüssigkunststoffe und entwickelte dort insbesondere den  Bau von Sportplätzen. Noch heute in Familienbesitz, ist das Unternehmen mit Sitz in Douglas (Isle of Man) weiterhin in diesem Bereich tätig.

## Künstlerisches Werk
John Stutz ist Autodidakt. Sein künstlerisches Werk ist vielseitig und steht vor allem für eine einzigartige Verwendung hochspezialisierter Industriematerialien und ebensolcher Verfahrenstechniken. Inspiriert von expressionistischen Arbeiten, schuf er in den frühen 1960er-Jahren regelmässig Ölmalereien und stellte diese damals bereits in Zürich aus. In den 1980er-Jahren lernte John Stutz den Schweizer Ausstellungsmacher Harald Szeemann (1933–2005) kennen und erhielt wegweisende Anregungen für sein späteres von exklusiven High-Tech-Materialien geprägtes Kunstschaffen, dem er sich ab 1998 ausschliesslich widmete.
In den 1990er-Jahren suchte er erstmals nach Möglichkeiten, Polyurethanharze (Flüssigkunststoffe) kreativ zu nutzen und entwickelte in der Folge ein Verfahren, um Bilder von bis zu 7 cm Dicke mit verschiedenen Oberflächen in mehreren Farben zu giessen. Design und Ausführung dieser so genannten «gegossenen Bilder» sind dabei Teil des kreativen Prozesses, Farbmischung und Bestimmung des Härtegrades steuert ein Computer. Seine zweite Disziplin ist die Bildhauerei. Hier arbeitet Stutz insbesondere mit Stahl, den er in bis zu 30 cm Dicke zu Skulpturen ausfräst sowie mit geschäumtem Aluminium, den er zu zwei Meter hohen Türmen gestaltet und mit Polyurethan beschichtet.
Bis heute umfasst sein Werk über 600 Arbeiten und wurde neben Museumsausstellungen in der Ostschweiz (Museum im Kornhaus Rorschach) auch in New Yorker Galerien wie der A. Jain Marunouchi Gallery oder renommierten Kunstmessen wie 2013 bei der Triennale de Paris ausgestellt. Einen Ehrenplatz erhielten die Stahlskulpturen und gegossenen Bilder von John Stutz 2011 an der Kunstbiennale X «Mange» in St. Petersburg, wo den Werken die Haupthalle zur Verfügung gestellt wurde und dem bekannten Butoh Meister Katsura Kan anlässlich der Messeeröffnung als Kulisse für seine Live Performance dienten. Bekannte Ankäufe befinden sich in der Sammlung der Zurich Versicherung, des Weltfussballverbandes Fifa, der Gemeinde Horgen (ZH) oder des Unternehmerforums Lilienberg (TG).

### Installationen und Performances
In der Gegenwart ist John Stutz durch einige Live-Performances aufgefallen. Grössere Beachtung aber auch Kritik fand dabei seine Installation «I love the three giants», wobei er vor die Hauptsitze der Schweizer Grossbanken UBS, Credit Suisse und Zürcher Kantonalbank je eine tonnenschwere Stahlplastik mit Inschrift «I love UBS», «I love CS» und «I love KB» aufstellte und seine Solidarität mit den stark kritisierten Finanzinstituten bekundete. Ebenso umstritten war 2012 die Installation «Good luck euro» vor dem Haupteingang der Schweizerischen Nationalbank, als er hunderte von Goldnuggets aus Polyurethan platzierte, um der SNB für den Aufkauf von 500 Mia. Euro zur Fixierung des Frankenkurses zu gratulieren. Als Kritiker eines geschlossenen Kunst-Establishments demonstrierte er 2013 schliesslich im Zürcher Löwenbräuareal mit der Installation «The Curators» gegen ein Netzwerk von etablierten Kuratoren und Galeristen, die sich Künstlern ausserhalb ihres eigenen Netzwerkes zunehmend verschliessen. Die Museumsleitung wies hier die polizeiliche Räumung der Installation an.

### Ausstellungen (Auswahl)
- 2015 – Barcelona: Bienal de Arte
- 2015 – Berlin: B.AGL
- 2014 – St. Gallen: Ausstellung Bundesverwaltungsgericht
- 2014 – Rorschach: Installation «5 vor 12» Museum im Kornhaus
- 2014 – Los Angeles: World Wide Art
- 2014 – Skulpturenweg Sur En / Sent, Graubünden
- 2014 – Teheran: 1st Art Collect Iran
- 2014 – Konstanz: Rosenau-Park am See
- 2013 – New York: Amsterdam-Whitney Gallery
- 2013 – Shanghai: Shanghai Art Fair
- 2013 – Konstanz: Inselhotel Steigenberger, Skulpturen im Park
- 2013 – Baden-Baden: Exposition Altes Dampfbad
- 2013 – Skulpturenweg Sur En / Sent, Graubünden
- 2013 – New York: A. Jain Marunouchi Gallery
- 2013 – Paris: Triennale de Paris
- 2012 – Rorschach: Skulpturenausstellung Museum im Kornhaus
- 2012 – Zürich: Gestaltung Empfang Allreal-Gebäude Zollstrasse 62
- 2012 – Shanghai: Shanghai Art Fair
- 2012 – New York: A. Jain Marunouchi Gallery
- 2011 – Shanghai: Shanghai Art Fair
- 2011 – St. Petersburg: X Biennale «Manege»
- 2011 – New York: A. Jain Marunouchi Gallery
- 2010 – New York: A. Jain Marunouchi Gallery

## Videodokumentationen (Auswahl)
- «Deer and Foxes», (2015): Live Performance, Waldrand, Horn, just Music
- «Public Viewing», (2014): Live Performance, in Arbon, just Music
- «Der Glockenturm», (2014): Live Performance, Kornhausmuseum, Rorschach, Deutsch
- «The curators» (2013): Live Performance Migros-Museum, Zürich, in English
- «John Stutz attacking Swiss National Bank», (2012): Live Performance vor Schweizerischer Nationalbank
- «I love the 3 giants» (2011): Live Performance auf Paradeplatz Zürich